# Kambjörnbär
Kambjörnbär (Rubus hypomalacus) är en rosväxtart som beskrevs av Wilhelm Olbers Focke. Enligt Catalogue of Life ingår Kambjörnbär i släktet rubusar och familjen rosväxter, men enligt Dyntaxa är tillhörigheten istället släktet rubusar och familjen rosväxter. Arten har ej påträffats i Sverige.

## Underarter
Arten delas in i följande underarter:
- R. h. mucronatiformis
- R. h. acanthothyrsus
- R. h. chloephilos